# William Mikelbrencis
William Mikelbrencis (* 25. Februar 2004 in Forbach, Département Moselle) ist ein französischer Fußballspieler. Der Rechtsverteidiger steht seit Ende August 2022 beim Hamburger SV unter Vertrag.

## Karriere

### Verein
Mikelbrencis, geboren im lothringischen Forbach an der deutschen Grenze, begann seine fußballerische Ausbildung im Jahr 2010 bei der AS Montbronn, für die er bis 2015 spielte. Danach wechselte er in die Fußballschule des FC Metz. Im Juli 2021 erhielt Mikelbrencis einen Vertrag bei der zweiten Mannschaft, nachdem er zuvor schon einmal bei den Profis im Spieltagskader stand. Sein Profidebüt in der Ligue 1 gab er im Alter von 17 Jahren am 9. Januar 2022 bei einer 0:2-Niederlage gegen Racing Straßburg, als er am 20. Spieltag der Saison 2021/22 in der Startelf stand.
Ende August 2022 wechselte Mikelbrencis in die 2. Bundesliga zum Hamburger SV, bei dem er einen Vertrag bis zum 30. Juni 2026 unterschrieb. Dort kam er in der Saison 2022/23 jedoch noch nicht wirklich zum Zug, spielte nur sechs Ligaspiele und eines in der verlorenen Aufstiegsrelegation gegen den VfB Stuttgart. Auch 2023/24 lief er nur in sechs Spielen auf und wurde teilweise in der Regionalliga bei der Reserve eingesetzt.

### Nationalmannschaft
Am 24. September 2019 debütierte Mikelbrencis beim 1:1-Unentschieden gegen Wales für die französische U16-Nationalmannschaft. Er kam bis 2020 zu insgesamt vier Einsätzen. Ab September 2021 absolvierte Mikelbrencis acht Partien für die U18-Nationalmannschaft der „Equipe Tricolore“, bevor er ein Jahr später, im September 2022, gegen Portugal seinen Einstand für die U19 der Franzosen gab. Von November 2023 bis Juni 2024 spielte Mikelbrencis anschließend für die U20-Auswahl.

## Erfolge
Hamburger SV
- Vizemeister der 2. Bundesliga und Aufstieg in die Bundesliga: 2025

## Sonstiges
Anfang Februar 2023 war Mikelbrencis mit seinem Hamburger Teamkollegen Jean-Luc Dompé in ein illegales Straßenrennen in der Innenstadt Hamburgs verwickelt. Es folgte eine hohe Geldstrafe vom Verein. Die Hamburger Staatsanwaltschaft verhängte gegen Mikelbrencis einen Strafbefehl u. a. wegen Unfallflucht; das Autorennen sei aber nicht nachweisbar.